# Bayane Al Yaoume
Bayane Al Yaoume (arabe : بيان اليوم) est le quotidien arabophone du Parti du progrès et du socialisme, l'ex-parti communiste marocain. Son homologue en français est Al Bayane.

## Histoire
Bayane Al Yaoume est créé en 1971,.

## Diffusion
Le tirage de Bayane Al Yaoume en 2003 est de 15 000 exemplaires.